# 小林が可愛すぎてツライっ!!
『小林が可愛すぎてツライっ!!』（こばやしがかわいすぎてツライっ!!）は、池山田剛による日本の漫画作品。『Sho-Comi』（小学館）にて、2012年18号から2015年23号まで連載された。単行本の発行部数は300万部を突破している。

## 概要
サブタイトルは「LOVE×LOVE×LOVE」。
池山田が『Sho-Comi』でデビューしてから第6作目の連載作品。
作者が「ライトノベルっぽいタイトルに憧れた」という思いから、「小林が可愛すぎてツライっ!!」の他に「べ、別に小林なんて好きじゃないんだからねっ!!（>_<）」「小林が可愛すぎてワロタ」などのタイトル候補もあったという。
また、自身が新人の頃に読み切り用に考えたストーリー（ネタ）が元となっており、ずっと描きたかった要素を取り込んだとも語っている。
本作に登場するキャラクターは戦国武将の名前を捩ったものであり、たとえば主人公の小林愛と小林十は、伊達政宗・正室の愛姫（めごひめ）、家臣の小十郎にそれぞれ因んで付けられた名前である。

## ストーリー
ある日、双子の兄・小林十から「オレの代わりにテストを受けてくれ」と頼まれた小林愛。断ったものの、十は勝手に愛の制服を着て愛の学校へと登校してしまう。
仕方なく十に変装して十の学校へ行った愛は、偶然街で出会った真田蒼と再会する。そして十もまた愛の学校で徳川梓にイジメられていたところを助けた竹中紫乃に惹かれてしまった。2人は変装した先で同時に恋をすることになる。
そんな中、蒼と梓に入れ替わりがばれてしまい、恋愛模様が変わっていく。

## 登場人物
担当声優は、特別記載がない限りゲーム版でのキャスト。
小林 愛（こばやし めぐむ）
声 - 藤村歩（アニメ版） / 高垣彩陽（ゲーム版）
本作の主人公のひとり。通称めご。十の双子の妹。東照高校1年生。
戦国武将オタク、いわゆる歴女で、ゲーマー。大人しく、キャラが濃すぎるため、友達は少ないが、仲の良い友達が2人いる。
偶然街で助けてもらった真田蒼にキスをしてしまう。その後、十の頼みで仕方なく入れ替わりをし、明智学園男子高等学校で蒼と出会い恋をする。後に彼と結婚し、娘を授かる。
小林 十（こばやし みつる）
声 - 藤村歩（アニメ版） / 高垣彩陽（ゲーム版）
本作の主人公のひとり。めごの双子の兄で、明智学園に通っている。
めごとは顔は似ているが、正反対な性格で何にでも積極的。剣道部に所属しており、スポーツ万能で女子からもモテている。苦手な歴史のテストを代わりに受けてほしいと無理矢理めごと入れ替わり、めごの学校へと通うことに。そこで紫乃を助けたことがきっかけで初めて本当の恋愛感情を知ることになる。
梓に対しては最初は意地の悪い女としか認識していなかったが、彼女とも接していくうちに徐々に打ち解けていく。
紫乃に両思いの相手がいることを知った後は彼女の恋を応援して失恋した。その後は大切な友人として接すようになっている。その後徳川梓と結ばれ、結婚。最終話では梓との間に一男一女を授かっている。
真田 蒼（さなだ あおい）
声 - 小野大輔（アニメ版・ゲーム版）
十と同じ明智学園に通う、高校2年生の男の子で学園で1番強い。紫乃の異父兄。
謎の多い男で、右目にはいつも眼帯をしている。明智学園で男装した愛と再会する。だが、女性が苦手で、重症な精神的なアレルギーを持っていて、女に半径50cm以上近づくと発作が出る。しかし愛の優しさに惹かれ、双子の入れ替わりがバレた後、付き合うことになる。愛曰く、ラベンダーの香りがする人。東日本大震災に巻き込まれるが実母に守られ、重症を負いつつも生還する。後に愛と結婚。娘も授かる。
徳川 梓（とくがわ あずさ）
声 - 浅倉杏美（アニメ版）/ 芹澤優（ゲーム版）
めごが通う学校の理事長の娘で、雑誌「エイティーン」のモデルでもある美少女。
表で見せる天使のような笑顔とは裏腹に取り巻きと一緒に紫乃にイジメをしていた。十がめごに変装していたことを知ってしまい、それがきっかけで彼への恋心を自覚する。紫乃を敵視していたことには何らかの理由がある様子で兄の蒼とも面識がある。実は紫乃とは異母姉妹。後に和解とまではいかないが、お互いの気持ちをぶつけあい、自ら紫乃とのしがらみを解いた。最終話では十と結婚。十との間に一男一女を授かる。
竹中 紫乃（たけなか しの）
声 - 平山笑美
めごと同じ学校に通う女の子。蒼の異父妹。
耳が聴こえず話すこともできないが、手話を使った会話はできる。また、口の動きを読むことで話していることは少し分かる。梓にいじめられていたところを女装した十に助けられ、親友になる。大学生の石田光司（いしだ こうじ / 声 - 鈴木裕斗）と教育実習生と生徒として知り合い、恋をする。その後、十の後押しで両思いだということが分かり、付き合い始めた。後に結婚。最終話では娘も産まれている。夢は小説家。
上杉 知永（うえすぎ ちはる）
声 - 蒼井翔太
蒼に敵意を持っている少年。明智学園に転入してきた。蒼を本気にさせる為にめごを利用しようとするが、やがてめごに惹かれていく。本当は蒼とは仲が良かったが、心臓が昔から悪く、発作を起こし、蒼は自分のせいで彼が発作を起こしたと思い、近づかなくなったことから敵意を持つようになった。テストでは学年一位をとったことも。
最上行光（もがみ ゆきみつ）
声 - 山下大輝
十の学校の先輩。愛（男装）が好きらしい。
トモちゃん
声 - 若井友希
めごの親友。アイドルオタク。ややガングロ気味のギャル。
静ちゃん（しずちゃん）
声 - 立花理香
めごの親友。トモちゃんとも仲がいい。腐女子。
藤堂（とうどう）
声 - 西山宏太朗
めごのクラスメイトの男子で、彼女に気がある。
真田 景綱（さなだ かげつな）
声 - 伊丸岡篤
蒼の叔父。恋人がいるが、蒼がいるため、独身。蒼を可愛がっている。
雪姫（ゆき）
蒼と紫乃の母親。目元に大きい傷のある蒼と耳に障害のある紫乃を受け入れられず、2人が幼い頃に2人を残して家を出ていった。その後支えになってくれた精神科医と再婚し息子も儲ける。とても精神（心）の弱い人物で、蒼の女性アレルギーの原因を生んでしまった。東日本大震災の際、蒼を庇い津波に巻き込まれて死去。
秀一の元恋人で、秀一が家の為に京香と結婚してしまった為、お互い想いと未練を残しつつも別れた。その後自身も別の男性（蒼の父）と結婚し蒼が産まれるが、夫はすぐに亡くなってしまう。そんな中、秀一と再会してしまいお互いの想いが再燃、ほどなくして紫乃が産まれた。
徳川 秀一（とくがわ しゅういち）
紫乃と梓の父親。紫乃は雪姫の子で梓は京香の子。京香と家のために結婚したが、結婚前からの雪姫の恋人。
徳川 京香（とくがわ きょうか）
梓の母親。秀一と政略結婚したが、本当は秀一を愛していた。しかし秀一には別に好きな人（雪姫）がいた為振り向いてもらえず、あてつけに次々と他の男と不倫していた。美人教育評論家、東照高校のPTA会長でもある。

## 小説
著：村上アンズ 小学館ジュニア文庫
- 放課後が過激すぎてヤバイっ!!（2013年6月26日発売）
- 好きが加速しすぎてパないっ!!（2014年11月19日発売）

著：時海結以 フラワーコミックスルルルnovels
- 秘密のWデート!?（2013年7月26日発売）
- ステキなウィンター・デート!?（2014年10月24日発売）

## OVA
2013年7月26日発売第3巻特装版、2014年3月26日発売第6巻特装版にOVAが同梱。連載から1年足らずでのアニメ化となる。

### スタッフ
- 監督・演出 - 浅見松雄
- キャラクターデザイン・作画監督 - 大河原晴男
- 色彩設定 - 植木義則
- 美術監督 - Bic Studio
- 撮影監督 - 廣鼻力也
- 音響監督 - 神戸コータ
- 音楽 - e-Berry
- 音響効果 - スワラ・プロ
- 音響制作 - バディ
- エグゼクティブプロデューサー - 荻原綾乃（小学館）、伊藤靖浩（Softgarage）
- プロデューサー - 庄子昴平（小学館）、西潟崇、中村正雄（Softgarage）
- 制作協力 - Softgarage
- 製作 - 小学館 Sho-Comi 編集部

## ドラマCD
小林が可愛すぎてツライっ!! 蒼執事が萌えすぎてツライっ!!
Sho-Comi2014年7号の誌上通販。キャストはOVAと同じ。
ラブシチュ＆萌えセリフ祭りっ! こばかわドラマCD!!～学園祭編～
Sho-Comi2015年10号の付録。キャストはゲームと同じ。

## ゲームソフト
小林が可愛すぎてツライっ!!ゲームでもキュン萌えMAXが止まらないっ (*´ェ｀*)
ニンテンドー3DS用ソフトとして2015年8月27日にハピネットから発売された。ゲームオリジナルキャラとして、エリオ・ファルコーネ（声 - 鈴木達央）が登場する。